# Hans Peter Doskozil

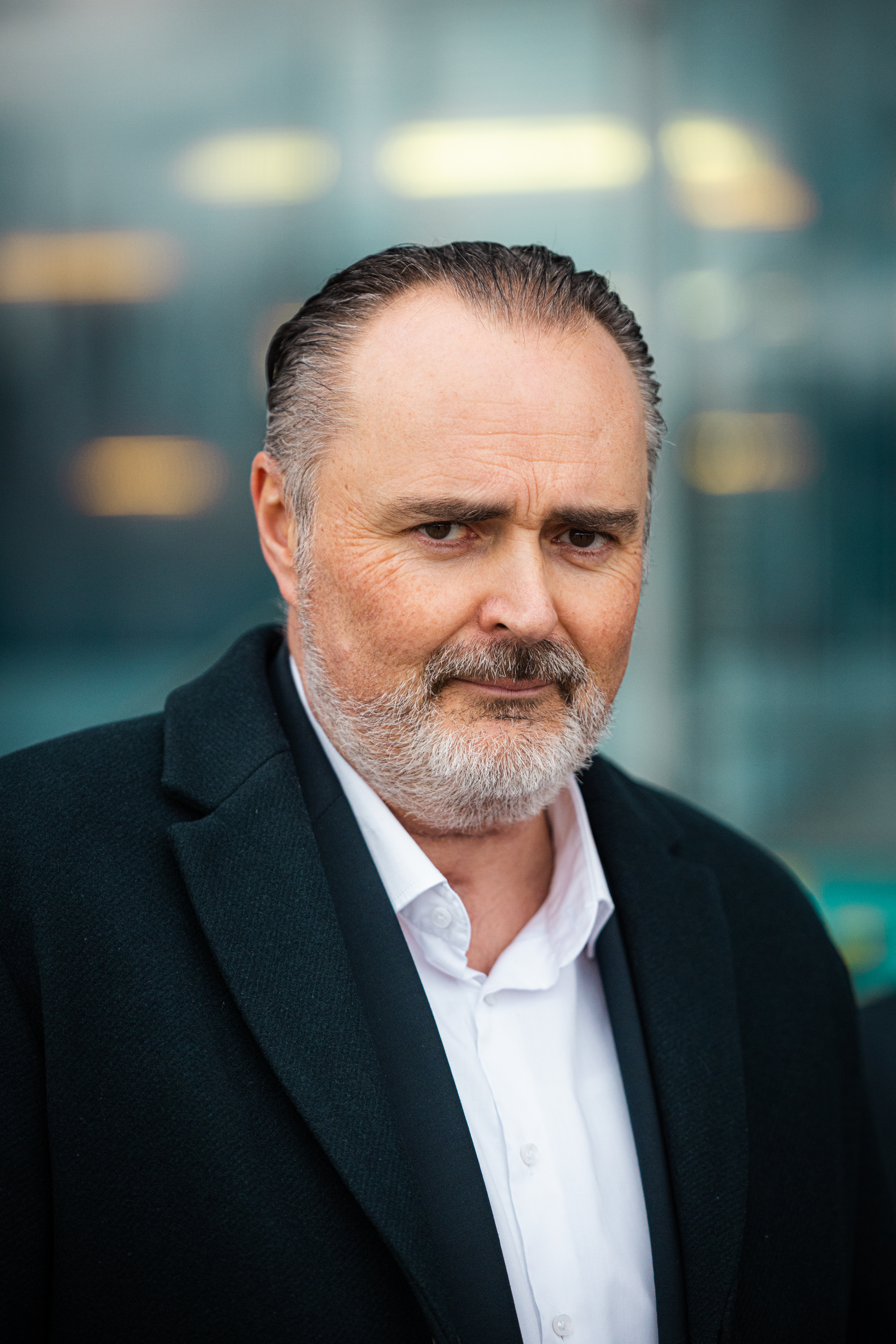
Hans Peter Doskozil (2023)

Hans Peter Doskozil (* 21. Juni 1970 in Vorau, Steiermark) ist ein österreichischer Politiker (SPÖ). Er amtiert seit Februar 2019 als Landeshauptmann des Burgenlandes und seit September 2018 als Landesparteivorsitzender der SPÖ Burgenland. Von Dezember 2017 bis Februar 2019 war er burgenländischer Landesrat für Kultur, Infrastruktur und Finanzen in der Landesregierung Niessl IV. Von Jänner 2016 bis Dezember 2017 war er Bundesminister für Landesverteidigung und Sport in den Bundesregierungen Faymann II und Kern. Davor war er Landespolizeidirektor im Burgenland.

## Werdegang
Doskozil stammt aus Kroisegg, einem kleinen Ortsteil der burgenländischen Gemeinde Grafenschachen. Er besuchte die Volksschule Grafenschachen, die Hauptschule Pinkafeld und das Bundesgymnasium Oberschützen.
Doskozil leistete 1989 seinen Grundwehrdienst beim Landwehrstammregiment 13 (jetzt Jägerbataillon 19) ab und trat noch im selben Jahr als Sicherheitswachebeamter bei der Bundespolizeidirektion Wien ein. Nach mehreren Jahren Dienst als eingeteilter Beamter absolvierte er die Ausbildung zum Dienstführenden. Doskozil studierte berufsbegleitend Rechtswissenschaften bis zum Abschluss mit dem Mag. iur. im November 2000.
2003 wurde er zur Sicherheitsdirektion (SID) Burgenland dienstzugeteilt, 2004 wechselte er in den rechtskundigen Dienst im fremdenpolizeilichen Büro der Bundespolizeidirektion (BPD) Wien. Noch im selben Jahr wechselte er in das Bundesministerium für Inneres.
2005 wurde Doskozil zur SID Burgenland versetzt. Mit November 2008 begann er seine Tätigkeit im Büro des burgenländischen Landeshauptmanns Hans Niessl, das er ab September 2010 leitete. Mit 1. September 2012 kehrte Doskozil als erster Landespolizeidirektor der Landespolizeidirektion Burgenland in den Polizeidienst zurück.
Medien lobten Doskozil 2015 für sein Krisenmanagement der Flüchtlingstragödie bei Parndorf.

## Politisches Engagement

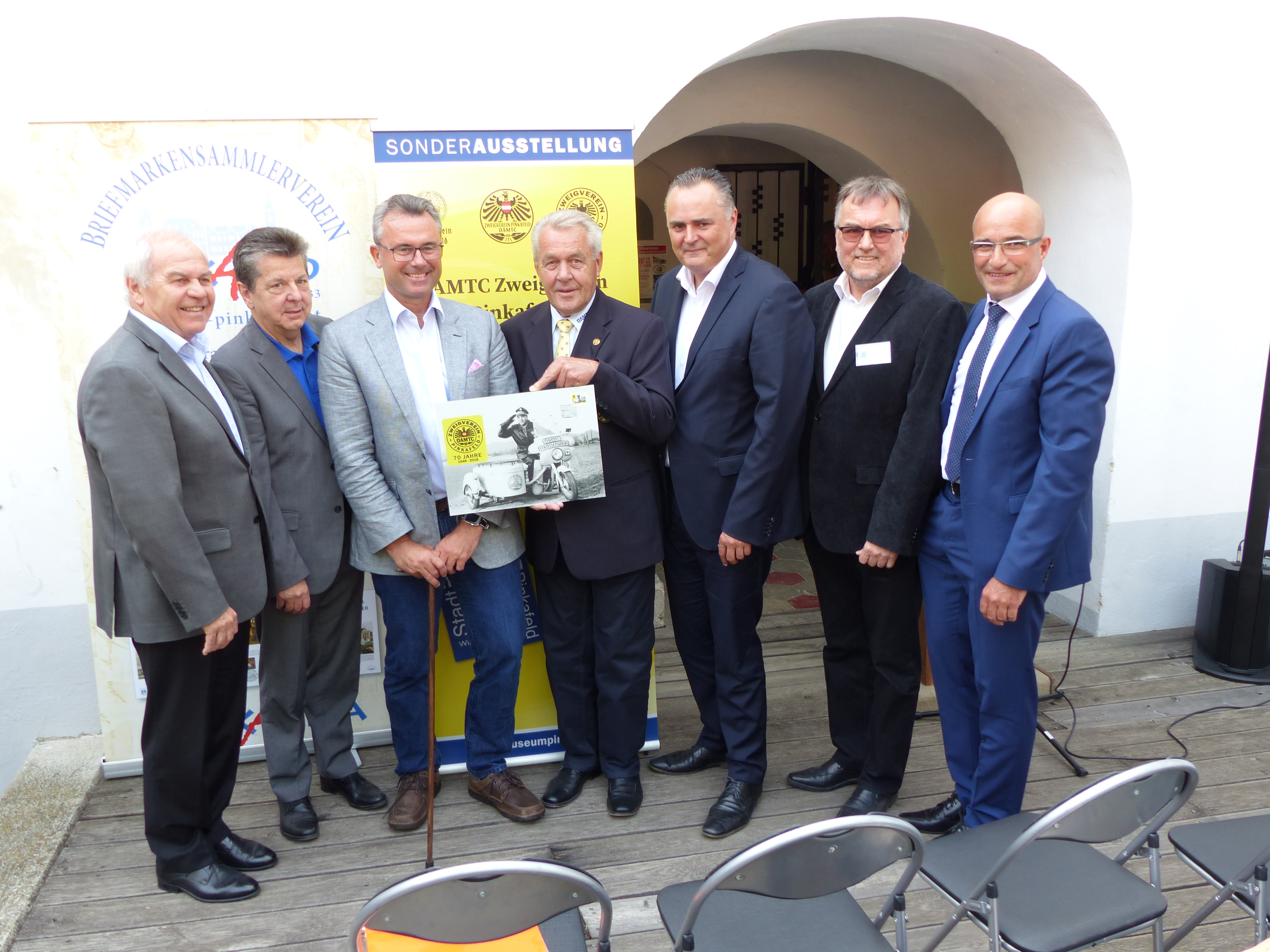
Hans Peter Doskozil mit Norbert Hofer bei einer Ausstellungseröffnung im Stadtmuseum Pinkafeld (2018)

Doskozil war Gemeinderat für die SPÖ in seiner Heimatgemeinde Grafenschachen.
Infolge der Flüchtlingskrise im Jahr 2015 und seines Krisenmanagements als Landespolizeidirektor im Burgenland am Grenzübergang Nickelsdorf wurde er in den Medien bald für höhere Ämter gehandelt. Am 26. Jänner 2016 wurde er als Verteidigungsminister angelobt. Während der Flüchtlingskrise in Europa 2015/2016 stand Doskozil für die Willkommenskultur und regelte 2015 die Situation in Nickelsdorf (burgenländischer Grenzübergang Österreich/Ungarn) insofern, als die Flüchtlinge einerseits registriert und aufgenommen wurden und andererseits nach Deutschland weiterreisen konnten. Heute steht Hans Peter Doskozil für geschlossene Grenzen und das Ende der Mittelmeer-Route. In seiner Amtszeit wurde das Budget für das Bundesheer, das sich am Anteil am BIP gemessen zwischen 1985 und 2015 halbiert hatte, erhöht.
Bis 2020 sollen eine halbe Milliarde Euro in die Heeresinfrastruktur fließen.[veraltet]
Nach dieser Budgeterhöhung verdoppelte sich die Anzahl der Interessenten für den Job eines Berufssoldaten im Jahr 2017.
Im Februar 2017 erstattete Doskozil Anzeige gegen die Airbus Defence and Space GmbH. Airbus wird verdächtigt, die Republik Österreich beim Kauf von Typhoon-Abfangjägern sowohl über den Kaufpreis als auch über die Lieferfähigkeit getäuscht zu haben.
Die Republik Österreich forderte daher Schadenersatz von Airbus. Im März wurde ein zweiter Eurofighter-Untersuchungsausschuss beschlossen, der im Mai 2017 die Arbeit aufnahm.
In dessen Rahmen wurde vor allem der Vertrag zwischen Airbus und der Republik von 2007 untersucht, in dem eine Reduktion von 18 auf 15 Eurofighter, davon sechs gebraucht, beschlossen wurde.
Der zweite Teil der Eurofighter-Affäre waren die Gegengeschäfte mit einem Volumen von 3,5 Milliarden Euro, die bei der Anschaffung der Eurofighter vertraglich vereinbart wurden.
Dem Flugzeug „Eurofighter Typhoon“ wurde 2002 der Vorrang gegenüber dem zweitgereihten Saab Gripen gegeben.
Auf der Grundlage der Ergebnisse einer Sonderkommission für Luftraumsicherheit kündigte Doskozil am Ende des U-Ausschusses im Juli 2017 an, dass die Eurofighter und die Saab 105 des Bundesheeres ersetzt werden sollen. Im Gespräch stand die Anschaffung von F-16-Mehrzweckkampfflugzeugen oder des Saab Gripen.
Im Dezember 2017 wurde Doskozil Landesrat in der Burgenländischen Landesregierung. Er übernahm die Bereiche Finanzen, Kultur und Infrastruktur von Helmut Bieler, der in Pension ging. Als SPÖ-Bezirksvorsitzender im Bezirk Oberwart folgte er 2018 ebenfalls Helmut Bieler nach.

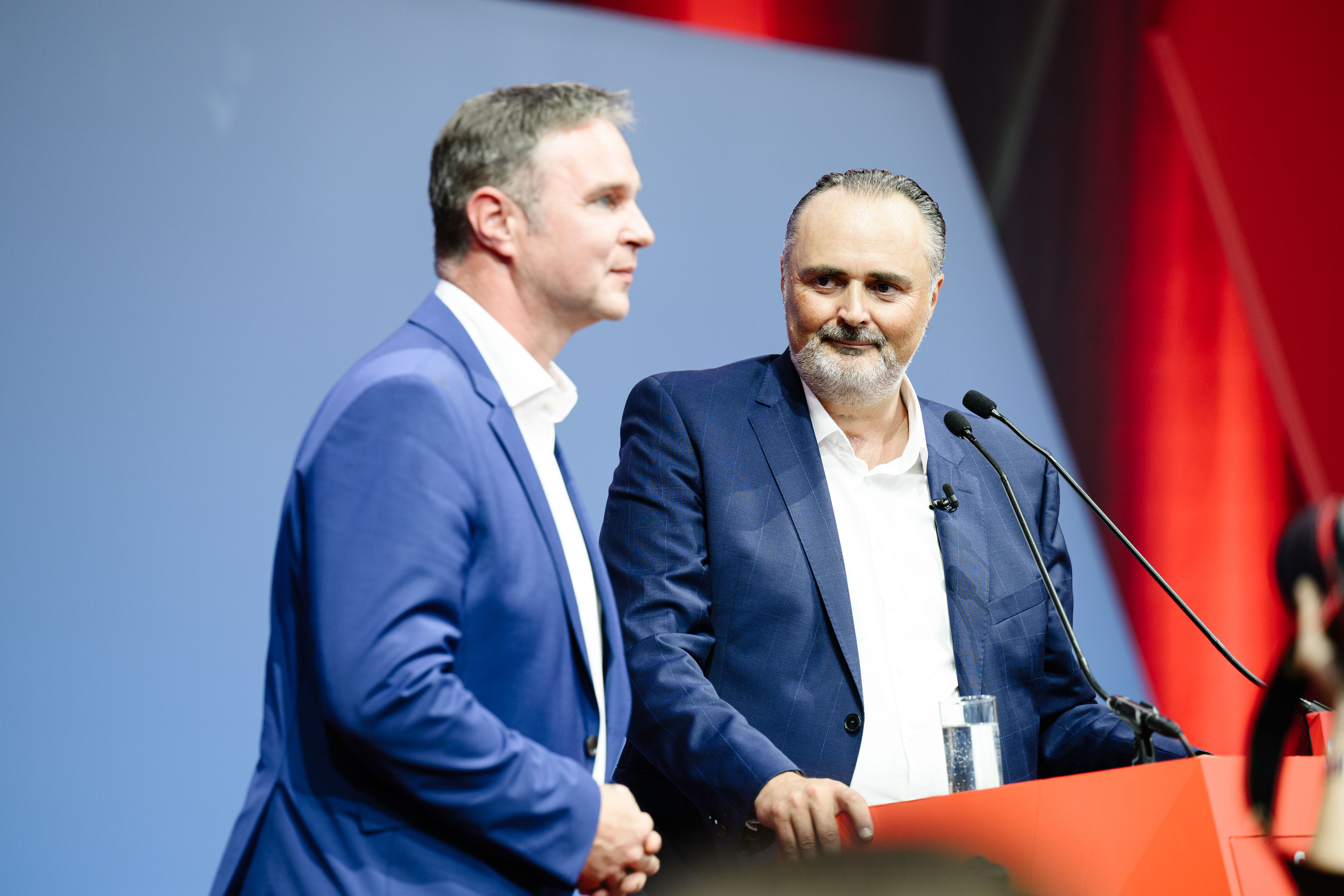
Doskozil und Andreas Babler auf dem außerordentlichen SPÖ-Parteitag am 3. Juni 2023

Am 8. September 2018 wurde Hans Peter Doskozil beim Landesparteitag der SPÖ Burgenland mit 98,4 Prozent der Stimmen zum neuen Landesparteiobmann und damit zum Nachfolger Hans Niessls gewählt. Am 28. Februar 2019 übernahm er in der Landesregierung Doskozil I in Koalition mit der FPÖ das Amt des burgenländischen Landeshauptmannes. Ende Dezember 2018 sprach sich Doskozil für eine Direktwahl der Landeshauptleute aus. Ähnlich wie bei den Bürgermeistern könnte dies zu einer „sehr ehrlichen Form der Politik“ führen.
Nach der Landtagswahl 2020 wurde er am 17. Februar 2020 vom Burgenländischen Landtag mit 35 von 36 Abgeordnetenstimmen zum Landeshauptmann der Landesregierung Doskozil II gewählt. Im April 2021 kündigte er seinen Rückzug aus der Bundespartei an, er werde seine Funktion als stellvertretender Parteivorsitzender abgeben. Im Rahmen eines parteiinternen Richtungsstreits kündigte er jedoch an, sich einer SPÖ-Mitgliederbefragung um den Bundesparteivorsitz zu stellen. Aus dieser Befragung ging er als Sieger hervor. Im Dreikampf um die Führung der SPÖ behielt er laut Mitteilung der Leiterin der Wahlkommission am 22. Mai 2023 mit 33,68 Prozent der Stimmen knapp die Oberhand vor Andreas Babler (31,51 Prozent) und Amtsinhaberin Pamela Rendi-Wagner (31,35 Prozent). Die Wahlbeteiligung lag bei 72,4 Prozent. Drei Tage lang wurde er fälschlicherweise für den neuen SPÖ-Bundesparteivorsitzenden gehalten, da er auf einem außerordentlichen Parteitag am 3. Juni 2023 zum Sieger der diesbezüglichen Wahl erklärt wurde. Da durch einen Erfassungsfehler die Stimmen vertauscht worden waren, ging das Amt am 5. Juni an den Gegenkandidaten Andreas Babler.
Eine Woche nach der Landtagswahl im Burgenland 2025 gab Doskozil bekannt, dass die SPÖ-Landespartei mit den Grünen über eine mögliche Koalition sprechen werde, nachdem die absolute Mehrheit verfehlt wurde. Anfang Februar 2025 wurde eine Einigung für eine rot-grüne Koalition bekanntgegeben, Doskozil fungiert in der Landesregierung Doskozil III weiter als Landeshauptmann.

## Politische Ausrichtung und Rezeption
Doskozil grenzt sich mit vielen politischen Positionen vom Bundesverband der SPÖ ab und wird mit einem Rechtsruck innerhalb der Partei in Verbindung gebracht. Insbesondere wegen Doskozils Offenheit für eine rot-blaue Koalition mit der FPÖ kam es unter den Sozialdemokraten deshalb zu Auseinandersetzungen.
Auch nach der Ibiza-Affäre erklärte Doskozil im September 2019: „Ich weiß, was wir an Rot-Blau im Burgenland haben.“ Im Hinblick auf eine solche blaue Koalition auf Bundesebene erklärte er, die SPÖ sei „für diesen Schritt nicht bereit“. Der Politikberater Thomas Hofer befand im Jänner 2020, Doskozil stehe mit einer „harten Migrationslinie“ für eine „Mischung aus Rechts- und Linkspopulismus“. 2024 stehen Doskozils Aussagen bezüglich Asylwerberzahlen in der Kritik.
In der Amtszeit von Pamela Rendi-Wagner als SPÖ-Vorsitzende positionierte er sich als deren parteiinterner Kritiker. Über den jahrelangen Konflikt wurde in österreichischen Medien ausführlich berichtet. Zahlreiche SPÖ-Mitglieder sahen in der anhaltenden Personaldebatte einen Imageschaden und einen Mitgrund für schlechte Wahlergebnisse. Doskozil wurde etwa von der Vorarlberger SPÖ-Chefin Gabriele Sprickler-Falschlunger und der Tiroler SPÖ-Vizechefin Selma Yildirim scharf kritisiert.

## Privates
Doskozil hat zwei Kinder aus einer früheren Ehe. Sein Bruder ist Polizist bei der Wiener Polizei. Seit 2019 ist Doskozil mit der deutschen Event-Managerin Julia Jurtschak liiert, die im Februar 2020 ursprünglich zur Referentin in seinem Büro bestellt hätte werden sollen, um Sozialmärkte in allen burgenländischen Bezirken zu planen und aufbauen.
Aufgrund negativer Reaktionen, unter anderem von NEOS und ÖVP, trat sie die Stelle jedoch nicht an.
Am 12. August 2022 heiratete Doskozil in Andau seine Partnerin, nunmehr Julia Doskozil.
Im Jahr 2018 musste er sich erstmals einer Operation an seinen Stimmbändern aufgrund anhaltender Heiserkeit unterziehen. Im Herbst 2019 kündigte er an, sich eine zweiwöchige Auszeit zu nehmen, um sich abermals an den Stimmbändern operieren zu lassen. Im Jänner 2021 erfolgte eine weitere, erfolgreiche Operation.
Seine Amtsgeschäfte übernahmen Landeshauptmann-Stellvertreterin Astrid Eisenkopf (März 2020 sowie 2021) und Landesrat Leonhard Schneemann (Oktober 2022). Im November 2023 übergab er seine Agenden vor seiner sechsten Operation am Kehlkopf während seiner rund dreiwöchigen Abwesenheit erneut an Astrid Eisenkopf und Leonhard Schneemann. Im November 2024 wurde er zum achten Mal an den Stimmbändern operiert.

## Publikationen
- 2024: Hausverstand: Mein Leben, meine Politik, ecoWing, Elsbethen 2024, ISBN 978-3-7110-0316-4.[51][52]